# ルートヴィヒ・エアハルト

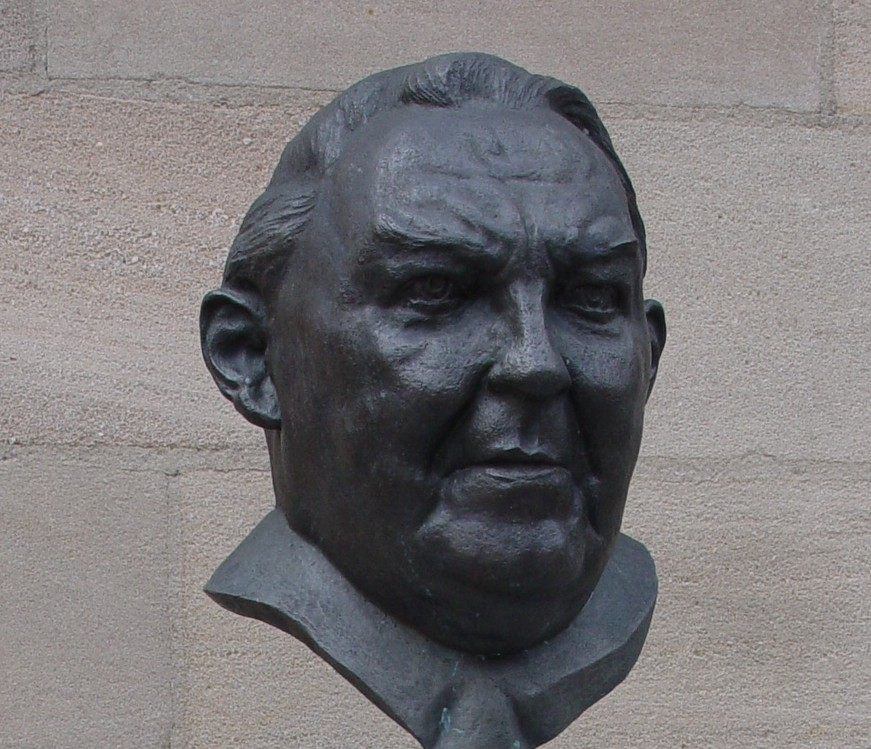
出身地フュルトにあるエアハルトの胸像

ルートヴィヒ・ヴィルヘルム・エアハルト（ドイツ語: Ludwig Wilhelm Erhard、1897年2月4日 - 1977年5月5日）は、ドイツの政治家。1963年から1966年まで、西ドイツ首相。長く経済相を務め、西ドイツの第二次世界大戦後の奇跡的な経済成長（エアハルトの奇跡）の立役者として名声を博した。所属政党はドイツキリスト教民主同盟（CDU）。

## 学生時代と職業
1897年2月4日、南ドイツ、フランケン地方のフュルトで布製品や調度品を扱う専門店を経営する中産階級の家で生まれた。父親はカトリックであるが、母親はプロテスタントであり、エアハルトは、プロテスタントとして育てられる。
1913年に中等教育修了資格（Mittlere Reife）を取得して卒業後、1916年までニュルンベルクで商人になるための職業訓練を受ける。その後砲兵として第一次世界大戦に従軍し、1918年にベルギーのイーペルで重傷を負う。戦後1919年から1922年にかけて、ニュルンベルク商科大学で学び、経営学士号を取得。続けてフランクフルト・アム・マインのフランクフルト大学で経営学・社会学を学ぶ。1925年にこの地で、フランツ・オッペンハイマーの指導の下、政治学博士号を取得する。学問の師として、特にヴィルヘルム・リーガーとオッペンハイマーには、生涯感謝の念を忘れることはなかった。
1925年に両親の経営する会社を引き継ぐが、1928年、世界恐慌のあおりから、他の多くの中小企業と同じように会社が倒産してしまう。1928年から1942年にかけて、まず助手として、後期は所長代理としてニュルンベルクの「ドイツ完成品経済観察研究所」（Institut für Wirtschaftsbeobachtung der deutschen Fertigware）に勤務。1930年代前半に受けた大学教授資格試験は、不合格であったが、その理由はナチ党を支持する団体に加入するのを拒んだためとも、ただ単に論文の出来が良くなかったためとも言われている。彼はすでに1932年から消費財生産促進を主張しており、当時主流だった保護経済主義には反対していた。
1942年から1945年の間、彼自身が設立し、帝国産業グループ（Reichsgruppe Industrie, 今日のドイツ連邦産業連盟 Bundesverband der Deutschen Industrie: BDI)）の資金で運営された「産業研究所」の所長を務める。1944年には、彼らの依頼によりドイツの敗戦を率直に受け止め、戦後の経済再建のためのプランをまとめた「戦費調達と債務の国債化」を執筆する。反ナチス活動家だったカール・ゲルデラーもこれに驚嘆し、さらにオットー・オーレンドルフが事務次官代理を務める帝国財務省も興味を示した。
1947年、ミュンヘン大学の名誉教授の職に就き、1950年にはボン大学に招聘される。

## 1945年以降の政治的活躍

### バイエルン州通商・産業大臣
1945年に、エアハルトはヴィルヘルム・ヘグナーの率いるバイエルン州政府の通商・産業大臣を務めた。1947年、米英2か国の占領する地域の財政管理部門で通貨・融資特別局という専門家を集めた委員会の長を務め、通貨改革の準備を任される。
1948年3月2日、エアハルトは自由民主党（FDP）の推薦を受けて、連合経済地域の経済管理局長に任命されることで、西側連合国に占領された地域の経済政策の責任者となる。計画された通貨改革の時期について、エアハルトが連合国側から知らされたのは、予定された日時のわずか5日前、1948年6月20日のことであった。改革の前日、ラジオで強制生産管理の終了、価格の自由化を報じさせたことで、翌日アメリカ軍政務官であったルシアス・D・クレイに呼び出され、勝手な判断により連合占領法を改変したと非難を受ける。彼はそれに、「改変したのではなく、廃止したのだ！」と応じたという。彼による占領法の廃止は、連合国軍の役所が閉まっているという理由から、あえて1948年のある日曜日に決行されたのだった。基本方針法として実現した彼の一存による決定は、今日ではその後の「経済的奇跡」の重要な前提であったとされている。

### 連邦経済大臣
1949年の下院選挙後、1949年9月20日にエアハルトはコンラート・アデナウアー首相の率いる連邦政府の経済大臣に任命される。1957年の下院選の後には、経済相の任に加えて連邦副首相にも任命された。
エアハルトは社会的市場経済のコンセプトを共同で開発したメンバーの一人であり、特にヴァルター・オイケンが彼の著作『国民経済の基礎』（1938年）の中で提唱したオルドリベラリズム (Ordoliberalism) の支持者であるとされている。オルドリベラリズムの核となる主張は、自由主義的法治国家を築くことにより、すべての経済主体の自由が（相互においても）保護されるような経済の枠組みを用意しようというものである。この学派は、特にヴィルヘルム・レプケや、連邦経済省事務次官に任命されたアルフレート・ミュラー＝アルマックが、戦後の数十年にわたって経済政策に直接の影響を与え、エアハルトは1950年代、最も人気のある政治家であった。彼は「経済の奇跡」の立役者であるとされ、いつも葉巻を手にした姿はトレードマークとなった。
CDUが1953年と1957年におさめた連邦議会選挙での勝利は、大部分は彼の功績である。しかし彼自身は、「奇跡など存在しない」という理由で「経済の奇跡」という言い方を退け、ドイツの高度経済成長は、市場経済主義的政策の成功の結果であるという立場を取った。
市場経済の守護者として、社会派政治家であったアデナウアーとは激しい議論を戦わせ、その激しさは1957年の年金制度改革の際にピークに達した。アデナウアーの主張する賦課方式に対し、エアハルトやFDPは、将来長く持続可能なシステムではないという理由で反対した。結局改革はアデナウアーの案に沿って実行に移され、以来現在まで続いている。しかしベビーブームの後、人口が減少をたどるようになり、エアハルトの賦課方式に対する疑念は正しかったことを多くの政治家が認めるようになった。
経済相の任について以来、エアハルトは首相であるアデナウアーの厳しい批判に晒されることになった。アデナウアーがエアハルトを疎んじたのは、経済政策の意見の不一致や、エアハルト自身の指導力の無さなどが原因である。エアハルトの支持者は、1920年にカップ一揆を起こした義勇軍（フライコール）の一部隊、エアハルト海兵旅団をもじって「エアハルト部隊」と呼ばれもした。しかし、彼らが特にグループを形成していたということはなく、中にはまずアデナウアーを首相の座から降ろし、エアハルトの次に首相になることを目論んでエアハルトを支持する者もいた。

### 首相
アデナウアーが1963年10月15日に辞任した後の10月16日、エアハルトは首相に選出される。彼は1957年以降副首相を務めており、さらに選挙時における強さから、党に所属してはいなかったものの、CDU会派の人気議員であった。しかしアデナウアーを始めとする多くは、エアハルトの首相としての資質を疑っており、したがって彼の首相就任は、1965年の下院選挙を勝つための暫定的解決策として多数派の支持を得たのだった。エアハルトの政治家としての資質を疑うエピソードとして、エアハルトは、仏独協力条約に不満を感じており、これについては議会においてしっかり議論すると豪語したものの、いざ討議の場となると、エアハルトは6時間の討議の間、一言も発しなかった。
エアハルトの任期期間は運に恵まれていなかったといえる。ゲアハルト・シュレーダーとともに、アトランティック（大西洋）派としてフランスよりもアメリカとの関係を重視したエアハルトに対し、CDUは独仏関係の冷却化の責任は彼にあるとした。アデナウアーは、エアハルトが首相にふさわしくないとして、後継者決定の際にすでに彼を落とそうと試みていた。1965年、エアハルトはCDUの選挙戦史上2番目の大勝利を収めるが、組閣においてCDU/CSU内で彼の意志が通らず
、その後の数か月、彼の指導力は目に見えて低下していった。挽回を期し、ライバルであるライナー・バルツェルを阻止するために、エアハルトは自身をCDUの連邦総裁に選出させた。しかし財政危機・FDP所属の大臣の辞職や、自分の所属政党からの支持の不足により、1966年、彼は首相を辞任した。
エアハルトの所属した内閣は以下の通りである。
- アデナウアー第一・第二・第三・第四・第五次内閣
- エアハルト第一・第二次内閣

1977年5月5日、ボンで死去。これに伴い、5月11日にドイツ連邦議会議事堂で、彼の功績を称える国儀が執り行われた。後に、自宅のあったバイエルン州グムント・アム・テーゲルンゼーの山手墓地に葬られた。

## 政治家として

### 代議士
1949年から死去するまで、エアハルトはドイツ連邦議会の議員であった。首相退任後は、本会議で発言することはまれであったという。1949年から69年まではウルム選挙区から直接選出されており、1972年と1976年にはバーデン・ヴュルテンベルク州の州比例代表リストを通して連邦議会議員に選出された。1972年と1976年には、最年長議員として連邦議会開会を宣言している。
ヘルマン・ゲッツ、ゲアハルト・シュレーダー（両者CDU）、リヒャルト・イェーガー、フランツ・ヨーゼフ・シュトラウス、リヒャルト・シュテュックレン（以上CSU）、エーリッヒ・メンデ（FDP, 後にCDU）、エルヴィン・ランゲ、R.マルティン・シュミット、ヘルベルト・ヴェーナー（以上SPD）と並んで、戦後1949年の選挙から25年間連続して議員であり続けた10人に属する。

### 政党
エアハルトは1949年より以前、リベラルと看做されていたが、彼の政策のためにより幅広い支持を約束するCDUに入党した。もっとも、正式な入党は1963年（厳密な日時は不明。1966年3月23日に党総裁になったときである可能性もある）である。1966年から1967年にかけてCDU連邦総裁、1967年以降は名誉総裁をつとめた。

## 家族
1923年に4歳年上の幼馴染であるルイーゼ・シュスターと結婚し、一女をもうけた。一家はグムント・アム・テーゲルンゼーに住んでいた。

## 人物
エアハルトが反ユダヤ主義者であったかは、意見が分かれている。ウィーン大管区指導者であったヨーゼフ・ビュルケルが、エアハルトに対して仕事を委託していたこと、そして、委託された仕事の中には、エアハルトが、ユダヤ人から収奪した財産の活用やポーランドから奪った東部地域の経済発展に関する調査書を作成していたこともあり、エアハルトを反ユダヤ主義者と見る向きもある。ただし、両者の関係は、あくまでもビジネス上の関係に過ぎないため、エアハルトは反ユダヤ主義でないと見る向きもある。

## 著作
- 『価値単位の在り方と内容』 Wesen und Inhalt der Werteinheit（博士論文）、1925年
- 『戦費調達と債務の国債化』 Kriegsfinanzierung und Schuldenkonsolidierung（公的機関宛ての書簡）、1944年

これは1977年にPropylaeen社より再版されている。ISBN 3-550-07356-9
- 『ドイツの世界市場への復帰』 Deutschlands Rückkehr zum Weltmarkt, 1953年（邦訳『ドイツ経済の奇跡』菅良訳、時事通信社、1958年［改訳版］）
- 『万人のための福祉』 Wohlstand für Alle, 1957年（邦訳『社会市場経済の勝利』 菅良訳、時事通信社、1960年）
- 『ドイツの経済政策』 Deutsche Wirtschaftspolitik, 1962年（邦訳『ドイツの経済政策』 河原田健雄訳、時事通信社、1962年）
- 『民主主義の限界？』 Grenzen der Demokratie?, 1973年